# Mohamed Mazouni
Mohamed Mazouni (arabe : مازوني), est un auteur-compositeur-interprète et producteur algérien, né le 4 mai 1940 à Blida.

## Biographie
Mohamed Mazouni a commencé sa carrière en 1958 avec des chansons engagées dans le nationalisme algérien, encore sous occupation française. Il se fait remarquer avec la chanson Rebtouh Fel Mechnak (Ils l’ont attaché à la guillotine) mais se fait connaitre plus largement avec le morceau Adieu la France, Bonjour l’Algérie.,
Il émigre en 1969 en France et aborde dans ses chansons le blues de l'amour Si Massoud (Je t’aime et je t’aimerai), Chérie Madame,... mais aussi la difficulté de l'exil et l'humiliation face au racisme et les conditions épouvantables des travailleurs immigrés. Ainsi dans le morceau Clichy, Mazouni chante « Le chômage fait rage. Pour l’Arabe, c’est toujours non. Le directeur n’est jamais là pour toi quand tu ne t’appelles pas Bernard. »
En 1982, il rentre en Algérie et disparait pendant toute une décennie de la scène musicale,.
Dans les années 2000, les groupes musicaux Zebda, l’Orchestre National de Barbès et le chanteur Rachid Taha reprennent ses chansons et le remettent au devant de la scène ,.
Mazouni, qui vit désormais dans sa ville natale à Blida, chante toujours et signe quelques succès locaux,.
En 2019, la compilation Un dandy en exil rend hommage à l'artiste,.

## Discographie

### Albums
- Ya Madame - Etoile Verte
- M'Chiti L'França / Ma N'Rjache Ya Ma - Disques El Ouahida
- J.S.K - Evasion Souss Music
- 1984 : Adieu La France - Edition Hassania, MCPE
- 1987 - Sbah El Kheir - D'évasion
- 1991 : Zdame Ya Saddam - Edition Disco Maghreb
- 1992 : Parabol Contre E.N.T.V - Sawt El Andalib
- 2002 : K7 Spécial Palestine - Edition Disco Maghreb
- 2002 : El Mazouni - Magic

### Compilations
- Tu n'es plus - La voix du globe
- Mazouni - Chandor
- Les Succès de Mazouni - Sudiphone
- 2019 : Un Dandy En Exil / Algérie-France / 1969-1983 - Born Bad Records